# 吉野川橋梁 (高徳線)
吉野川橋梁（よしのがわきょうりょう）は、吉野川下流部に架かる鉄道橋で、四国旅客鉄道（JR四国）高徳線を通し、佐古駅と吉成駅の間に位置する。所在は南岸が徳島県徳島市春日町、北岸が徳島市応神町東貞方。
橋の下は徳島市民吉野川北岸運動広場となっている。

## 歴史
1935年（昭和10年）3月に完成した全長949.2mの橋梁で、JR四国管内で一番長いトラス構造の橋梁である。日本で初めての3径間連続トラス橋で、1935年の竣工当時には全国の鉄橋のベスト3に入る長大鉄橋であった。
小企業であった旧阿波電気軌道（阿波鉄道）は河川に鉄道を通すことができず、鉄道連絡船（吉野川連絡船）を運営していたが、橋の開通により廃止された。

## 諸元
- 種別 - 鋼鉄道橋
- 形式 - 3径間連続トラス橋
- 橋長 - 949.2m
- 支間 - 71.2m
- 線数 - 単線
- 活荷重 - KS15
- 竣工 - 1935年（昭和10年）
- 起業者 - 鉄道省
- 管理者 - 四国旅客鉄道（JR四国）

## 隣の橋梁
吉野川（徳島市）
（第十堰<<） 名田橋 - 四国三郎橋 - 高徳線吉野川橋梁 - 吉野川橋 - 吉野川大橋 - 阿波しらさぎ大橋 - 徳島南部自動車道吉野川サンライズ大橋（>>紀伊水道）